# Parc national d'Ojców
Le parc national Ojcowski ou parc national d'Ojców (polonais : Ojcowski Park Narodowy) est une réserve naturelle protégée située dans la voïvodie de Petite-Pologne, à 16 km au nord de Cracovie. Créé en 1956, elle est le plus petit parc national de Pologne, avec une superficie de 21,46 km2 dont 15,28 km2 sont occupés par la forêt et 2,51 km2 sont une réserve naturelle sous stricte protection. Le parc abrite des richesses géologiques, de biodiversité et culturelles et tire son nom d'Ojców, le village le plus important et le siège de l’administration du parc. 

## Géographie
Traversé par deux rivières, la Prądnik et la Sąspówka, le parc possède un relief calcaire où des ravins sont surplombés par de nombreuses falaises et d'autres formations rocheuses, dont la plus célèbre est la massue d'Hercule, une colonne de calcaire haute de 25 mètres. Le parc recèle plus de 400 grottes. La plus grande d'entre elles, la grotte Łokietek qui aurait abrité le roi Władysław Łokietek, atteint 320 mètres de profondeur. 

## Biodiversité
Le microclimat du parc favorise les essences montagnardes qui sont le refuge d'une faune variée. Plus de 5 500 espèces d'animaux vivent dans la réserve : 135 d'oiseaux, 4 600 d'insectes dont 1700 pour les coléoptères et 1075 pour les papillons. Parmi les mammifères, on rencontre le cerf, le castor, le blaireau, l'hermine mais c'est la chauve-souris qui est le symbole du parc. Parmi les 21 espèces de chauves-souris vivant en Pologne, 17 sont observées ici. 

## Culture
Le parc abrite deux musées : l'un dédié au professeur Władysław Szafer, l’initiateur du parc et l'autre qui se trouve au château Pieskowa Skała, une belle bâtisse Renaissance qui faisait partie du système défensif des châteaux-forts médiévaux appelés Nids d'Aigle, construits au XIVe siècle, sous le règne de Kazimierz le Grand. Le château à Pieskowa Skała abrite aujourd'hui l’exposition du musée national d’Art du château de Wawel. De la place forte d'Ojców, il ne reste aujourd'hui que des ruines.  
Les valeurs de ces terrains ont déjà été remarquées au XIXe siècle et c’est sûrement le voisinage de Cracovie qui y a contribué. Frédéric Chopin a visité Ojców en 1829.

## Galerie

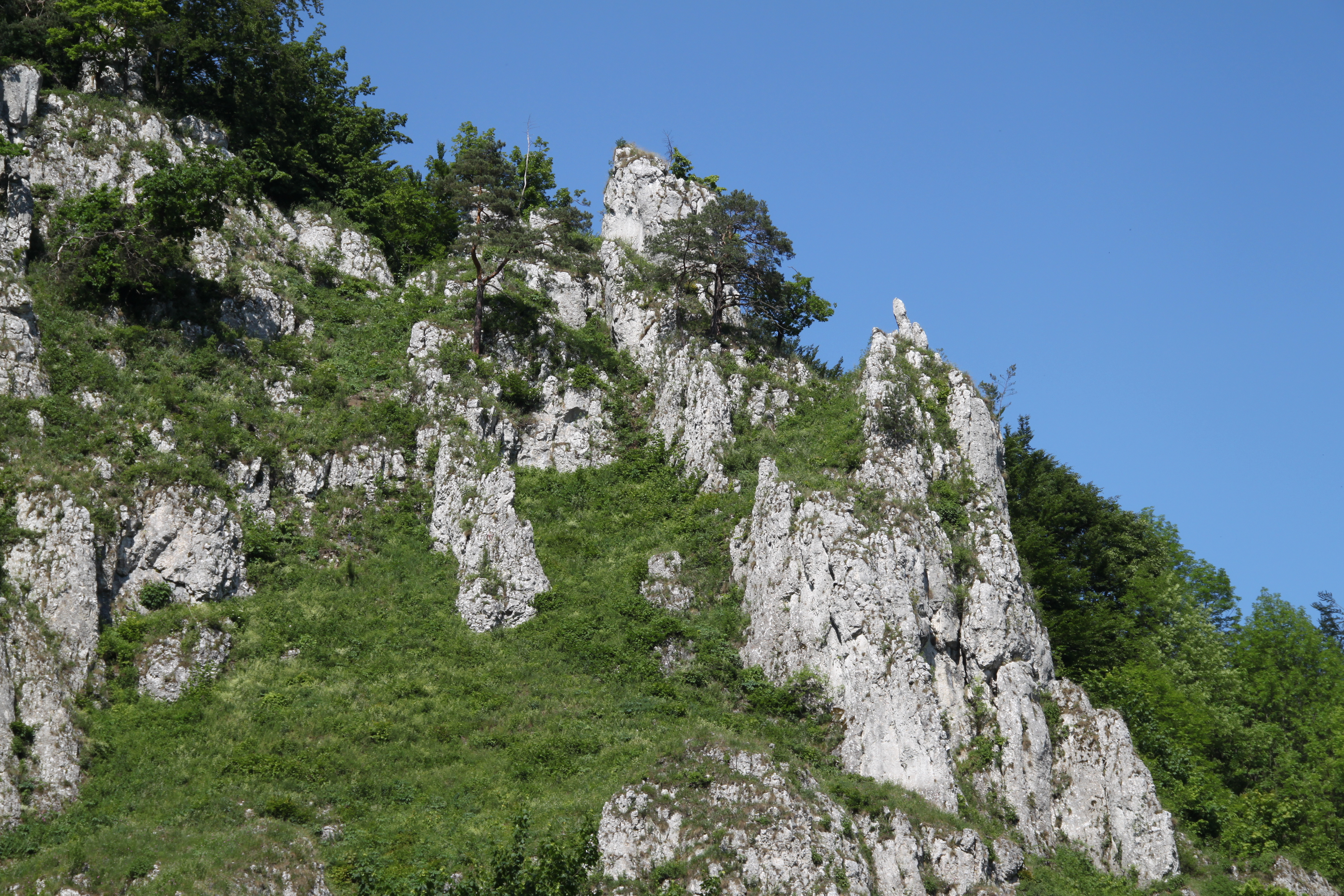
Formations karstiques
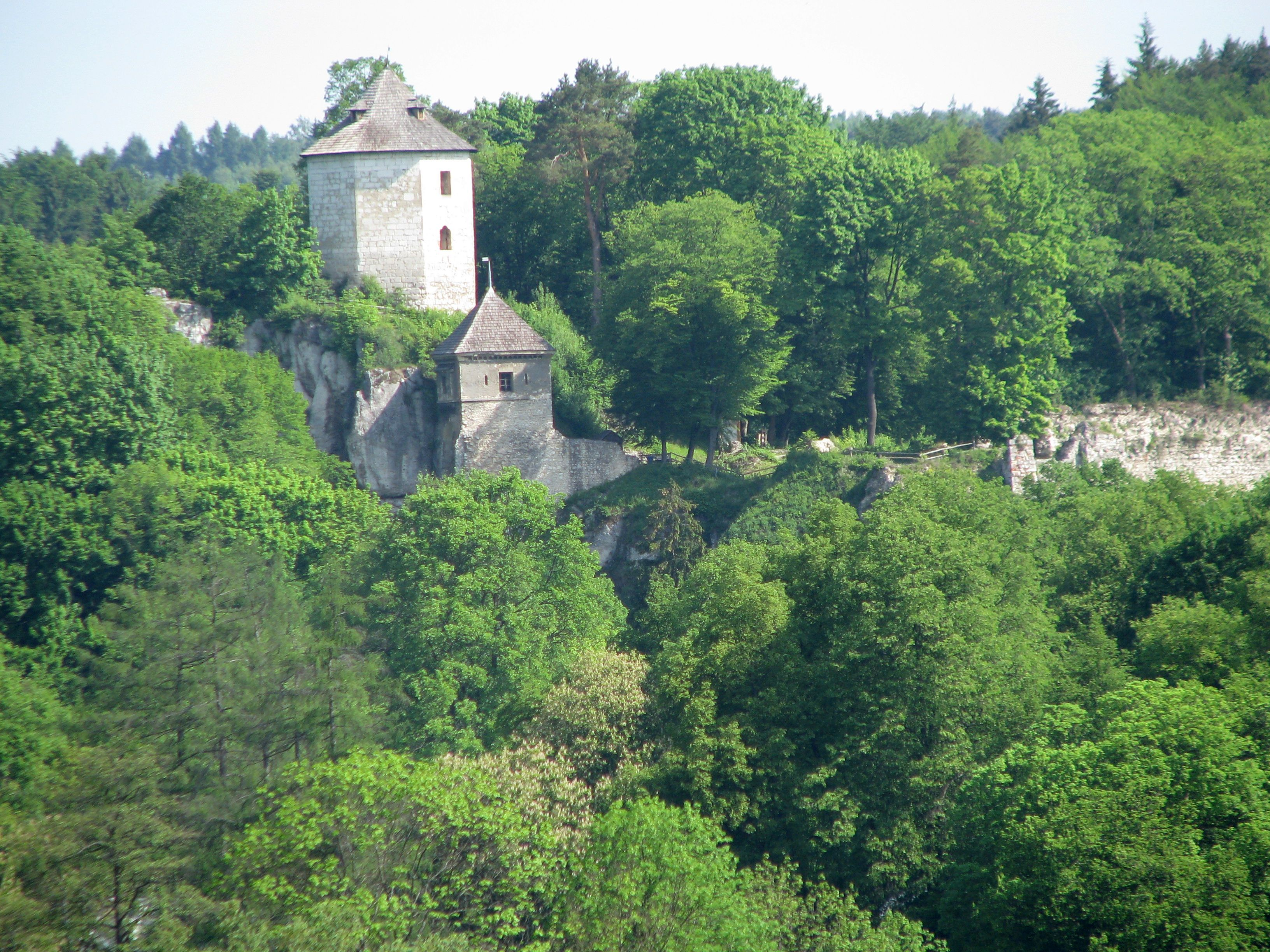
Château Pieskowa Skała
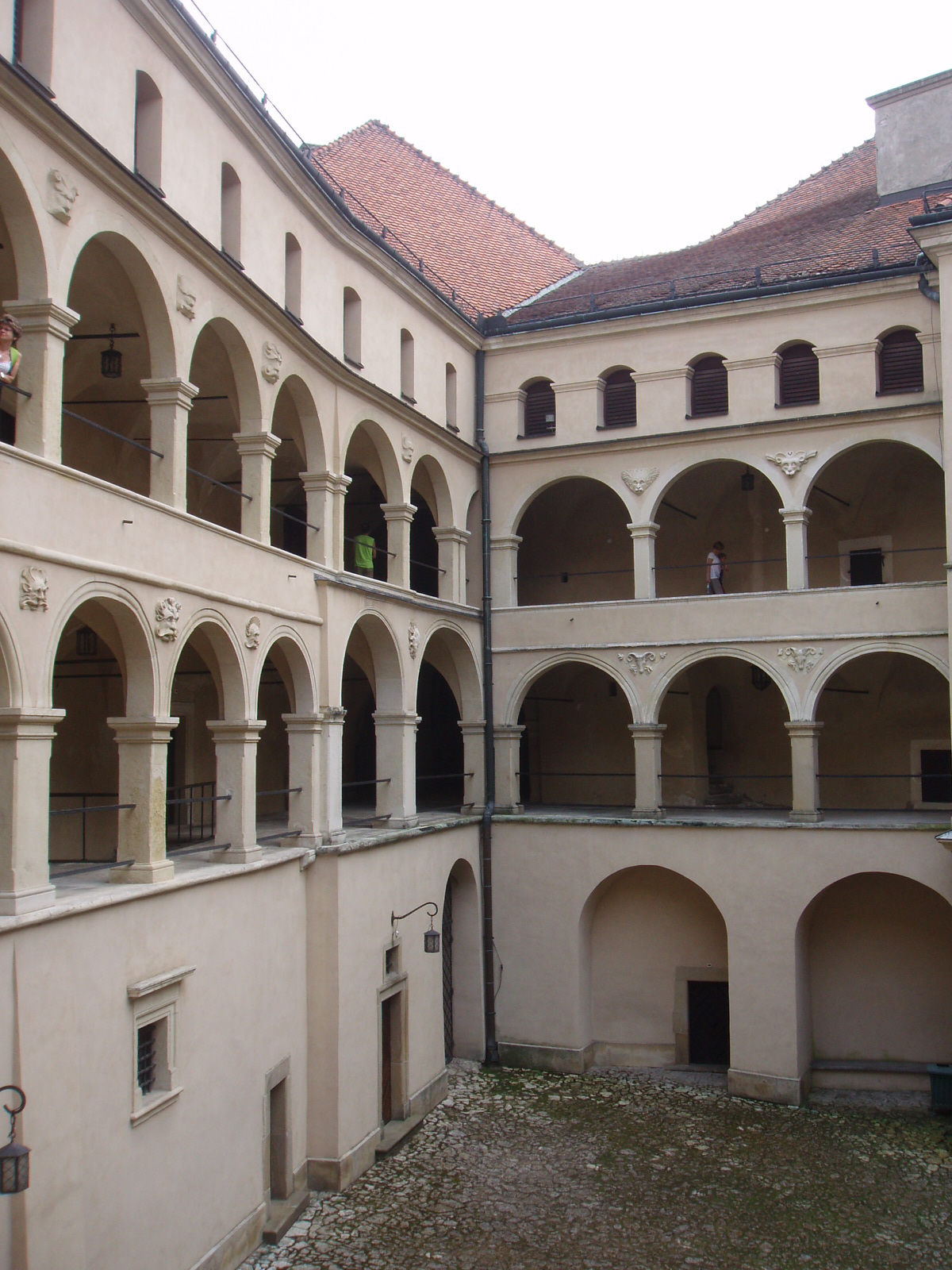
Château Pieskowa Skała
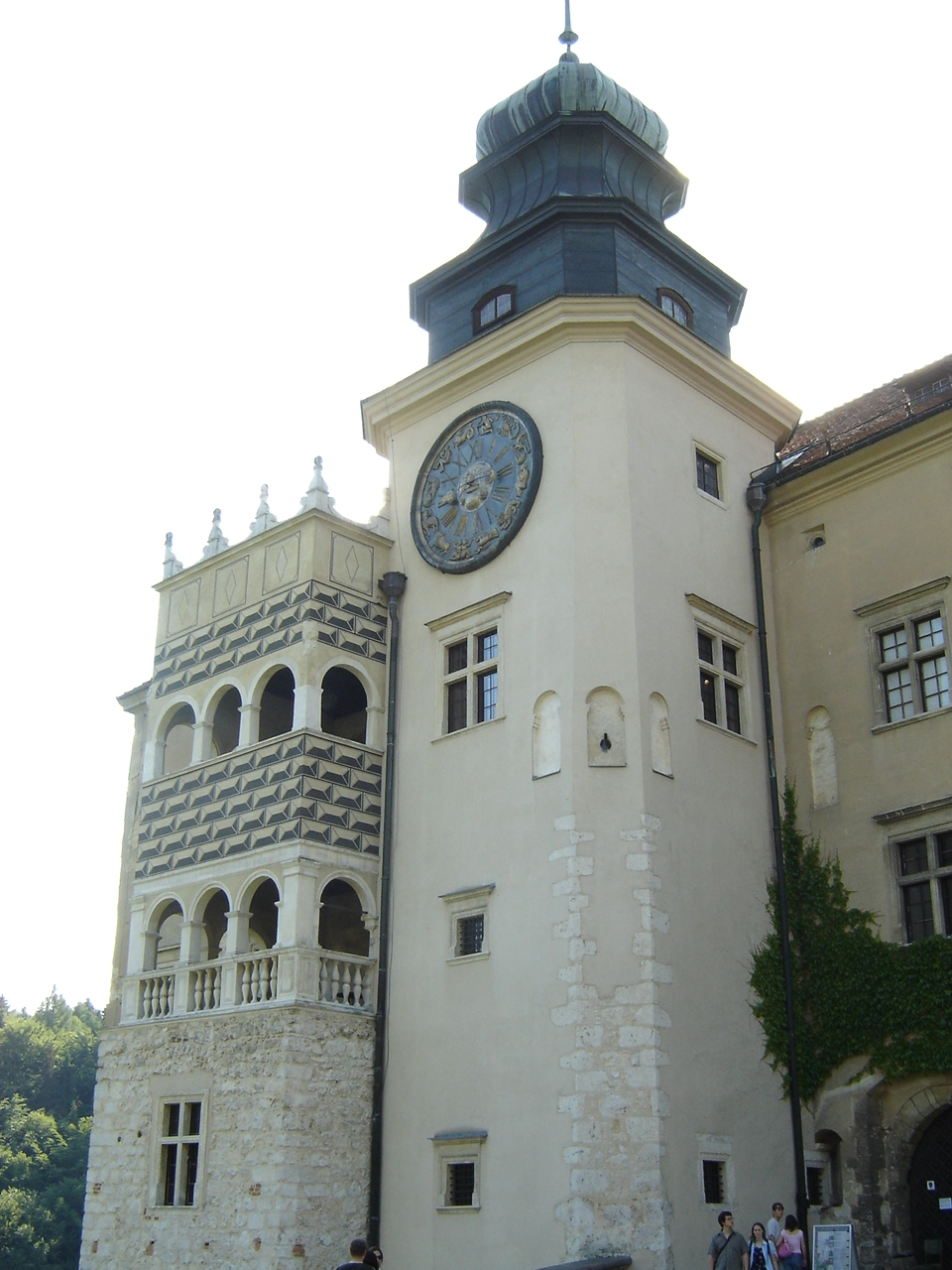
Château Pieskowa Skała
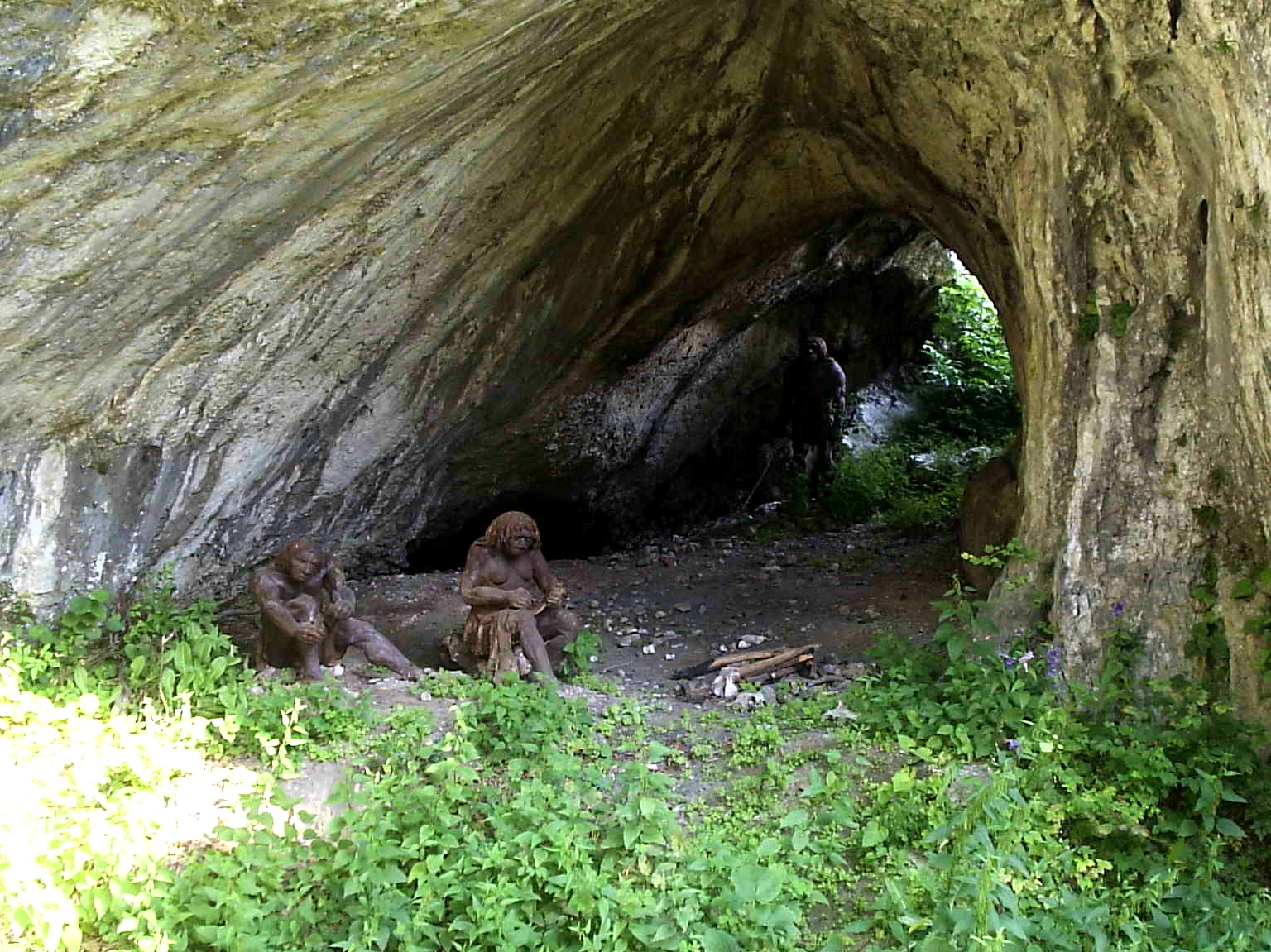
Grotte préhistorique reconstituée
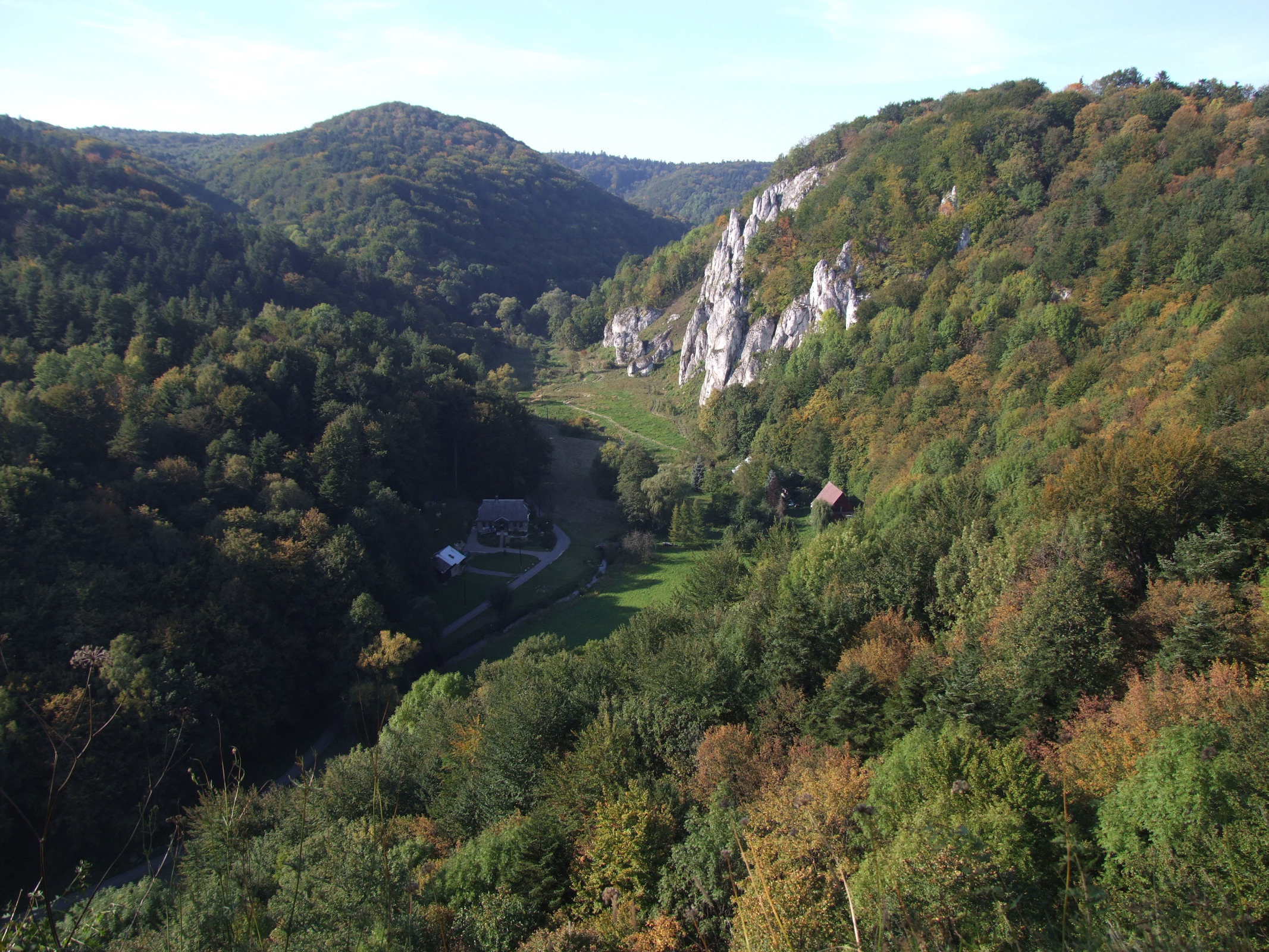
Vallée de Prądnik
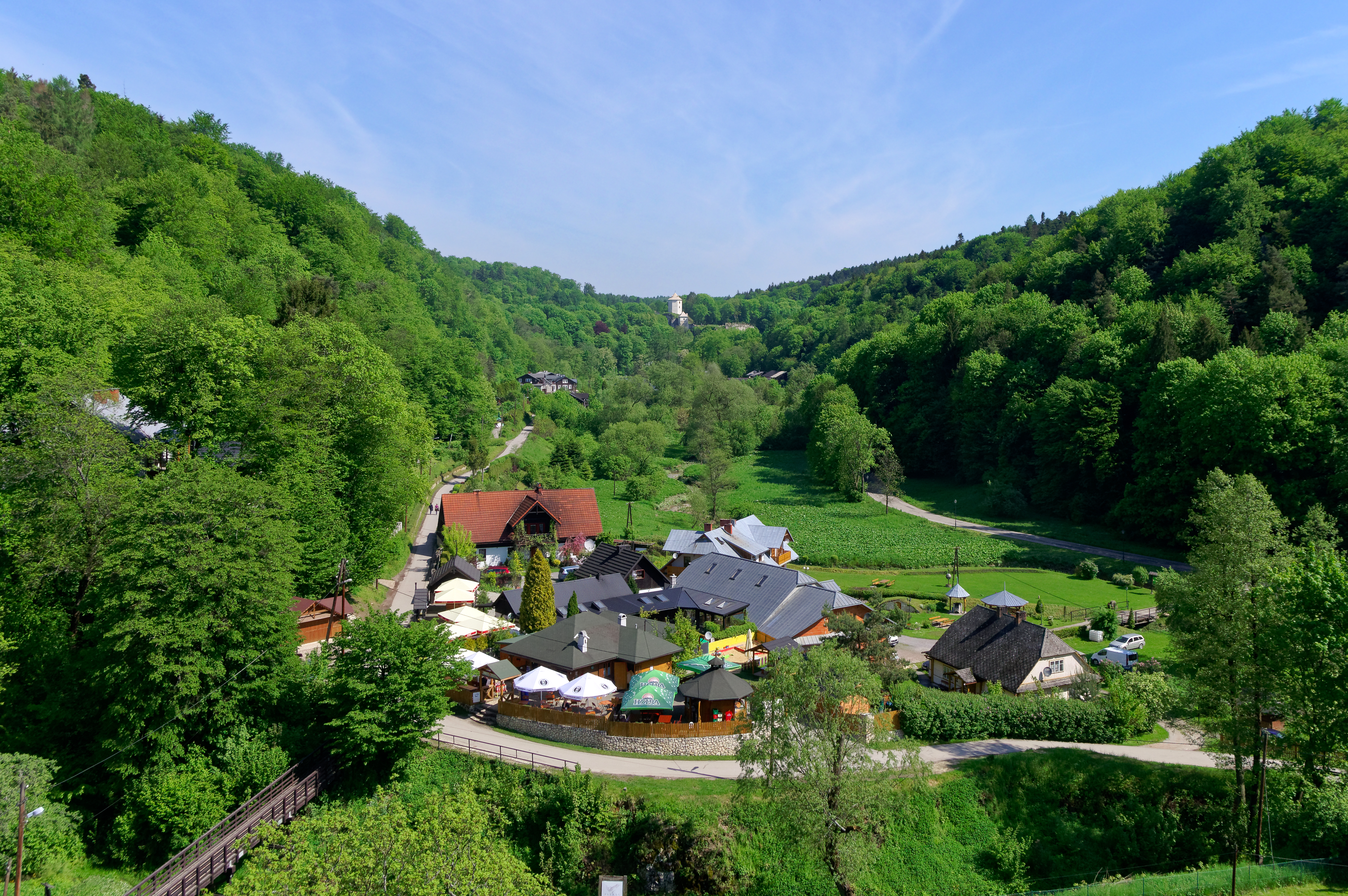
Ojców
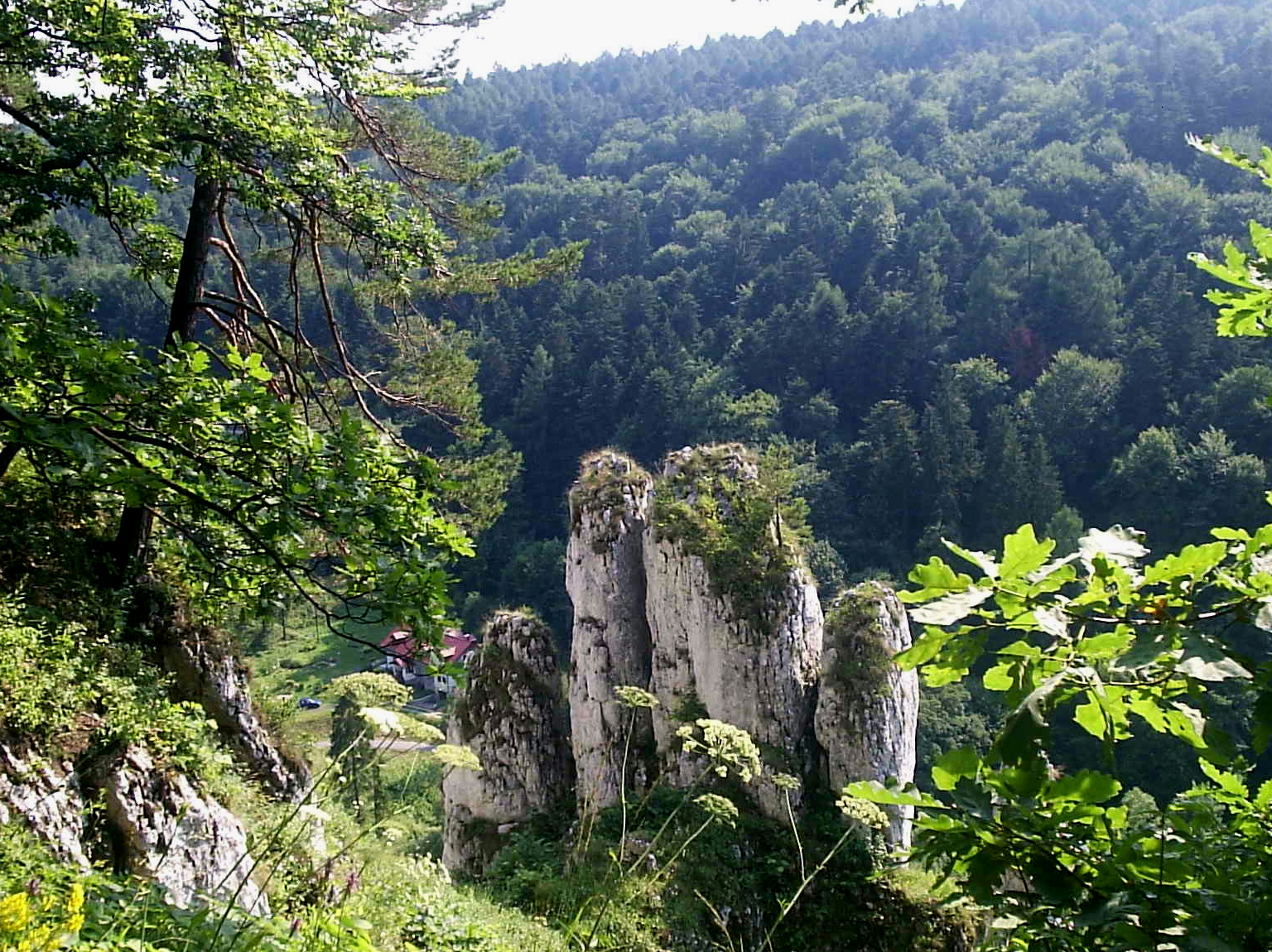
Main blanche
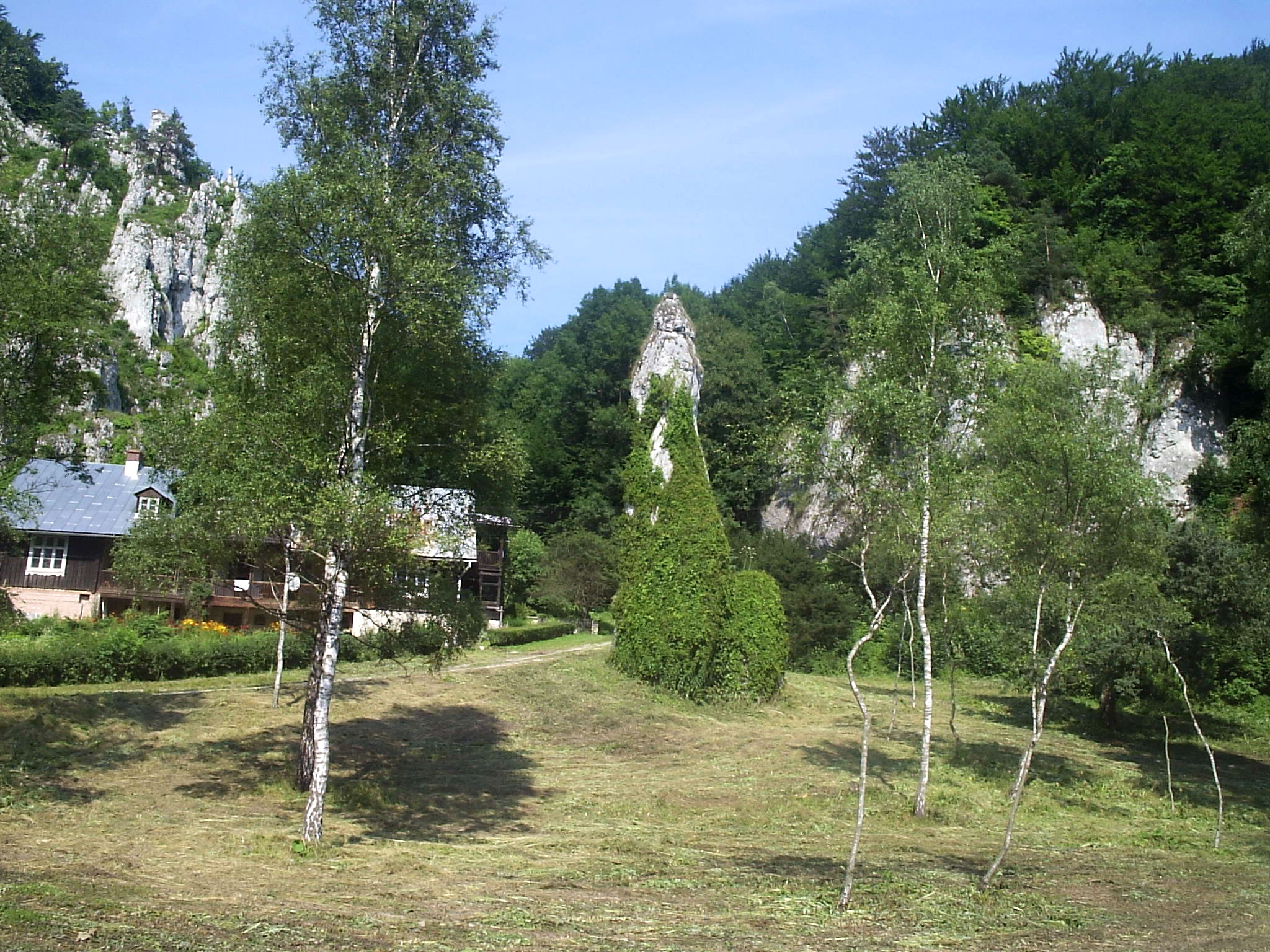
Aiguille de Deotyma
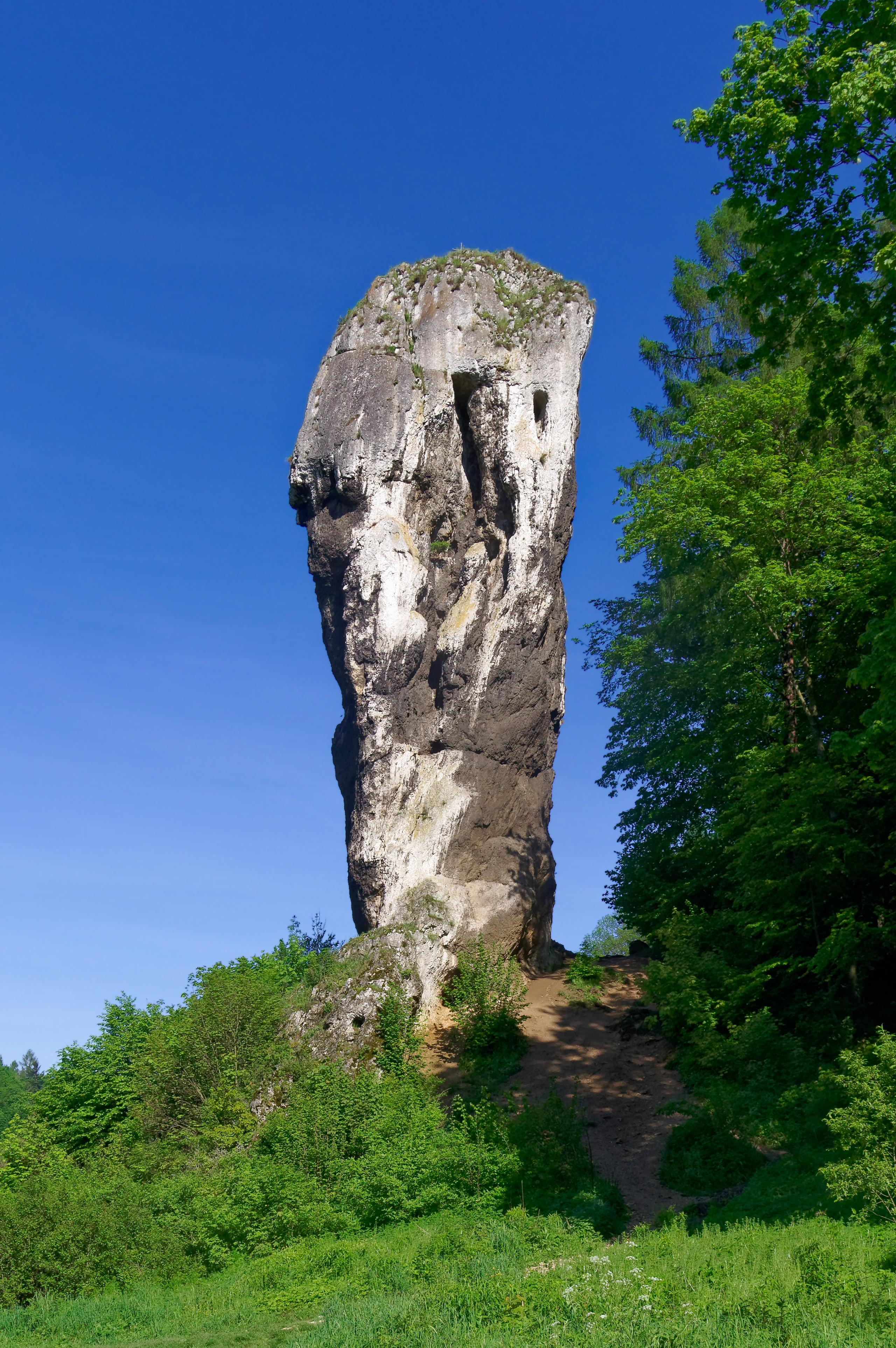
Massue d'Hercule
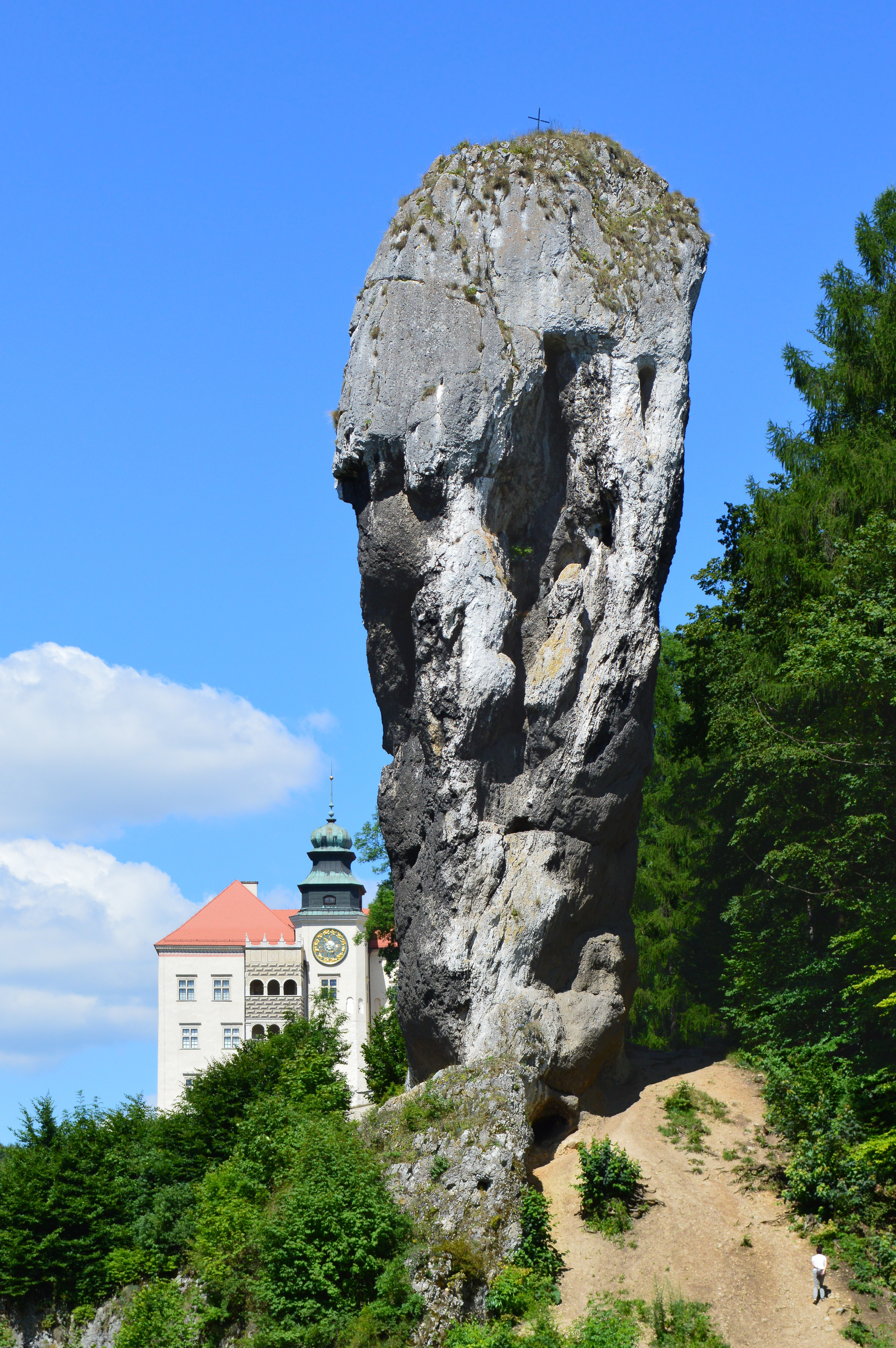
Massue d'Hercule avec château derrière. Juillet 2016.